# ثمرباغ
ثمرباغ یک منطقهٔ مسکونی در پاکستان است که در خیبر پختونخوا واقع شده‌است.